# 蒂特莱本
蒂特莱本（德語：Tüttleben）是德国图林根州的市镇，隶属于哥达县。总面积为7.26平方千米，截至2023年12月31日总人口为752人。